# 비니

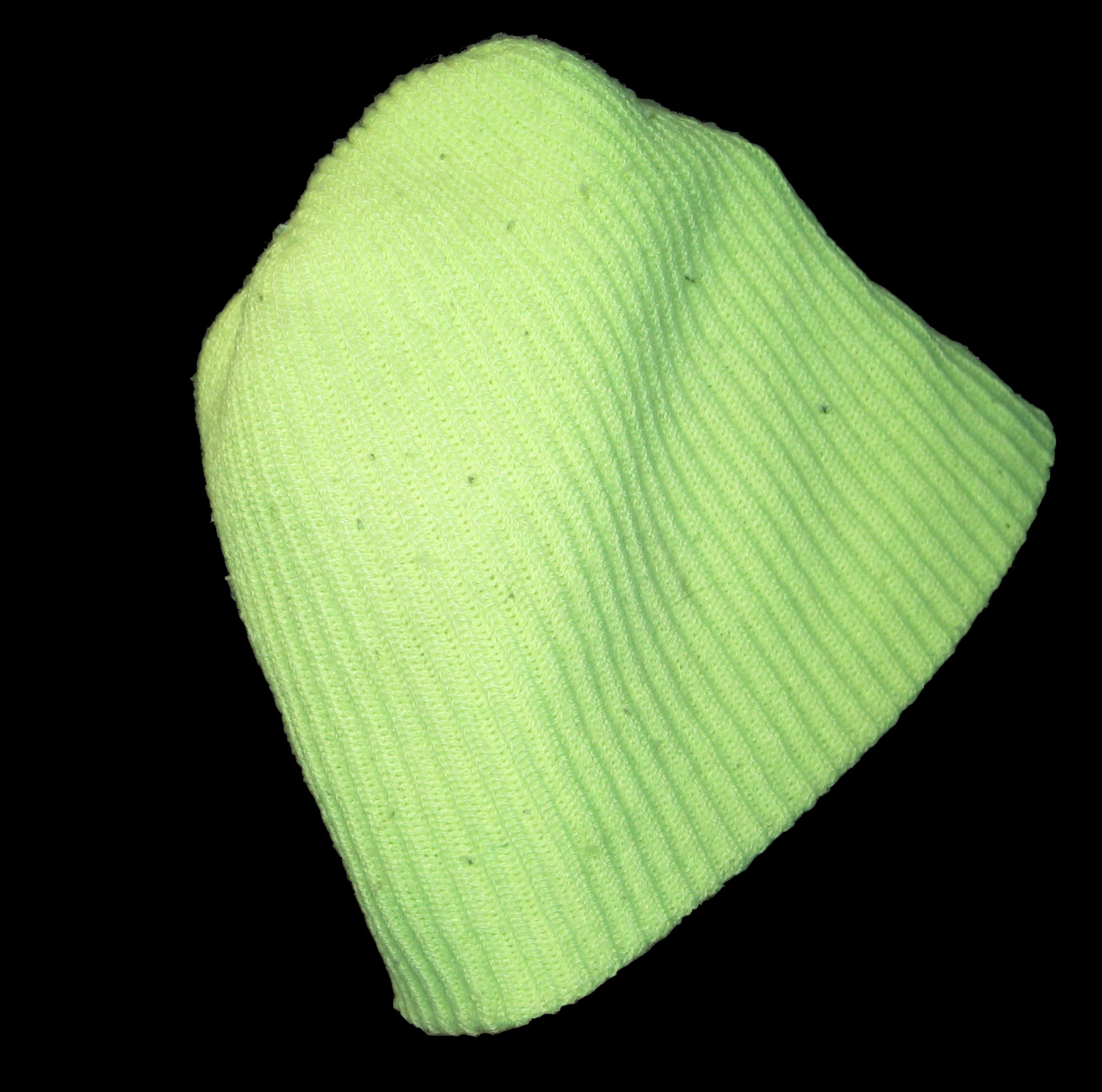
비니

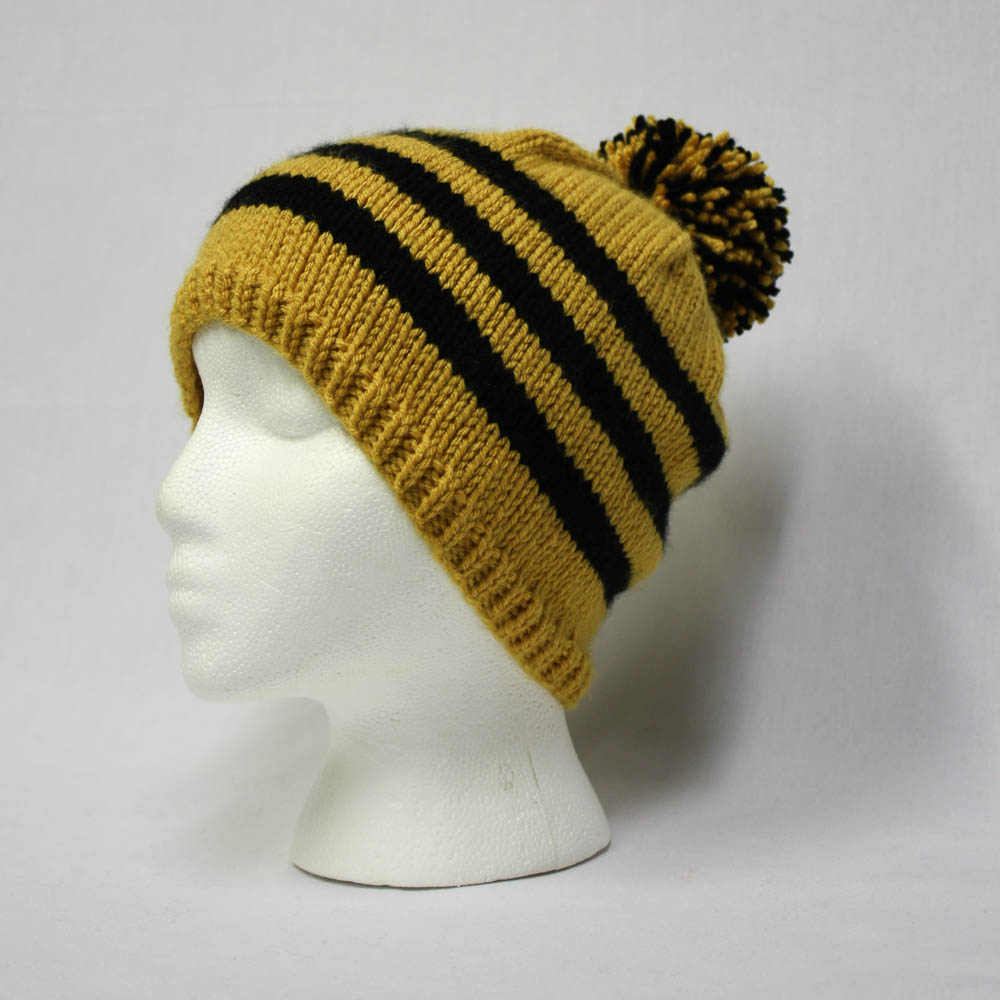
영국의 방울이 달린 털실 모자(bobble hat)

비니(beanie) 또는 니트 캡(Knit cap)은 머리에 달라붙게 뒤집어쓰는 모자이다. 비니는 원래 18세기 이후 선원, 낚시꾼, 사냥꾼 등 야외에서 근무하는 사람들에게 매우 일반적으로 사용되는 헤드 기어 형태였다. 꽁무니에 방울이 달린 영국의 버블햇(bobble hat)이 유명하다.

## 같이 보기
- 발라클라바 (쓰개)
- 보닛
- 캡
- 프리기아 모자